# Jobst Ludwig Adam von Oldershausen
Jobst Ludwig Adam Freiherr von Oldershausen (geboren 25. Juli 1700; gestorben 25. April 1754 in Ratzeburg) war ein deutscher Jurist und Landdrost.

## Leben
Jobst Ludwig Adam von Oldershausen war ein Abkömmling des niedersächsischen Uradelsgeschlechtes von Oldershausen. Er war einer von mehreren Söhnen des Erbherrn auf Oldershausen, Förste und anderer Güter sowie Erbmarschalls des Fürstentums Wolfenbüttel Jobst Adam von Oldershausen (1670–1726) und dessen am 31. Oktober 1699 in Groß Furra geehelichten Frau Sibylle Lukretia von Wurmb (geboren 25. Dezember 1673; gestorben 5. September 1733 in Bockstadt bei Meiningen).
Zur Zeit des Kurfürstentums Braunschweig-Lüneburg studierte er ab 1715 zunächst an der Universität Halle, ab 1718 an der Universität Rinteln. 1720 übernahm er die Aufgabe als Hofgerichtsassessor in Hannover, bevor er von 1728 bis 1733 als Oberappellationsgerichtsrat am Oberappellationsgericht Celle wirkte.
Im Jahr 1737 übte er die Funktion des Landdrosts des Fürstentums Grubenhagen aus, bevor er ab 1738 als Lauenburgischer Landdrost in Ratzeburg wirkte, wo er im Alter von 53 Jahren starb.